# Valeriano Salvatierra

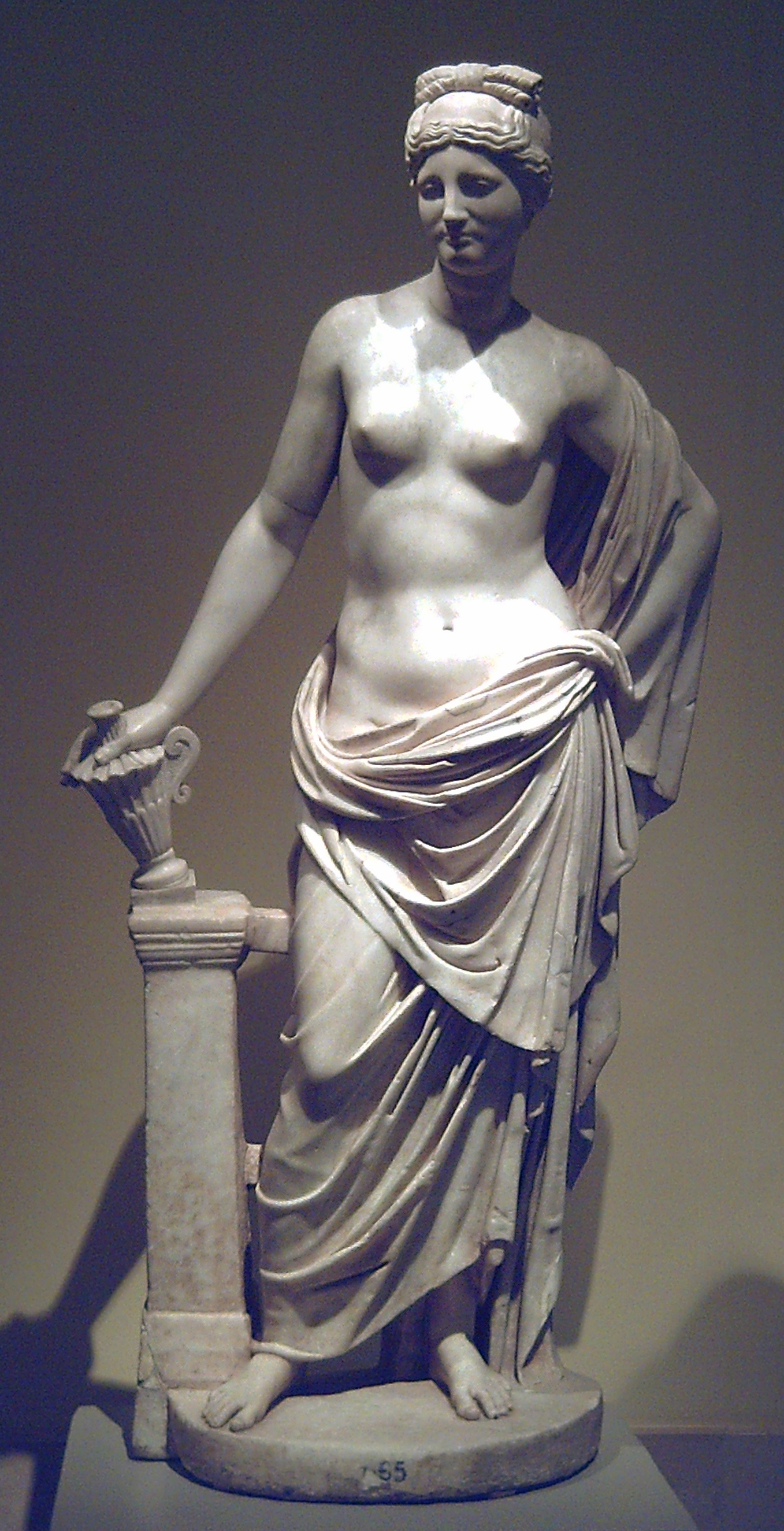
W ramach restauracji starożytnych posągów Valeriano Salvatierra wyrzeźbił między innymi głowę tej Wenus

Valeriano Salvatierra y Barriales (ur. 14 kwietnia 1789 w Toledo, zm. 24 maja 1836 w Madrycie) – hiszpański rzeźbiarz.
Syn Faustiny Barriales i Mariana Salvatierra. Początkowo kształcił się w warsztacie ojca, rzeźbiarza katedry Najświętszej Marii Panny w Toledo. W 1807 przeniósł się do Madrytu i wstąpił do Królewskiej Akademii Sztuk Pięknych św. Ferdynanda. Około 1810 wyjechał do Rzymu, gdzie pozostał do 1814. Został tam uczniem neoklasyków Antonia Canovy i Bertela Thorvaldsena. W 1813 zdobył nagrodę Akademii Świętego Łukasza za rzeźbę Achillesa wyjmującego strzałę.
Po powrocie do Hiszpanii został profesorem w katedrze w Toledo oraz członkiem Akademii św. Ferdynanda. Członkom komisji kwalifikacyjnej przedstawił  rzeźbę Hektor i Andromacha z widocznym wpływem stylu Canovy. W 1819 został nadwornym rzeźbiarzem króla Ferdynanda VII. W 1824 wrócił do Rzymu, aby wykonać neoklasyczny, alabastrowy nagrobek kardynała Ludwika Marii Burbona y Vallabriga, umieszczony później w zakrystii katedry w Toledo. Od 1827 zajmował się restauracją rzeźb z kolekcji Królewskiej Galerii Malarstwa (późniejszego Prado) oraz rzeźbiarską dekoracją jego siedziby. Wyrzeźbił 12 postaci alegorycznych, zdobiących fasadę muzeum.